# Physique du solide
La physique du solide est l'étude des propriétés fondamentales des matériaux solides, cristallins – par exemple la plupart des métaux –, ou amorphes – par exemple les verres – en partant autant que possible des propriétés à l'échelle atomique (par exemple la fonction d'onde électronique) pour remonter aux propriétés à l'échelle macroscopique. Bien que celles-ci présentent parfois de fortes réminiscences des propriétés microscopiques (par ex. transitions supraconductrices dans lesquelles des propriétés quantiques se manifestent de façon spectaculaire à l'échelle macroscopique) elles se présentent la plupart du temps comme des propriétés de continuité macroscopique (domaine des milieux continus) non directement déductibles des propriétés microscopiques. L'objectif de la physique du solide est de mettre en relation des propriétés macroscopiques parfois très banales (ou très utiles) avec le phénomène à l'origine de celles-ci, phénomène qui souvent n'est pas prépondérant à l'échelle atomique.
Dans un solide, les atomes sont situés à quelques ångströms les uns des autres et sont liés suffisamment fortement pour résister à la contrainte. Pour comprendre comment les propriétés macroscopiques émergent de cette collection d'atomes, la physique des solides se base sur les résultats de deux théories plus fondamentales. D'une part, la physique quantique, à l'aide de méthodes adaptées au cas des solides, décrit au niveau microscopique les interactions des électrons entre eux et avec les noyaux du solide. D'autre part, la physique statistique permet de prendre en compte le nombre macroscopique d'atomes dans un solide.

## Historique
Les connaissances empiriques sur les solides et leurs propriétés sont très anciennes et jalonnent l'histoire de l'humanité. L'apparition de la métallurgie, environ 4 000 ans av. J.-C., marque les premières réussites dans le travail des métaux : l'homme apprend ainsi à travailler le cuivre, le bronze, le fer puis une liste de plus en plus étendue de métaux et d'alliages. Cependant, les connaissances acquises sont très empiriques, transmises de maître à compagnon, et ne sont pas reliées sur une science commune. Le premier, Agricola (1494-1555) applique les méthodes scientifiques de la Renaissance et présente une synthèse des techniques de son époque dans son ouvrage De Re Metallica, paru en 1556.
Avant même l'arrivée des méthodes de cristallographie modernes, l'observation et la classification des cristaux amène les scientifiques à comprendre leur structure interne. En 1611, Johannes Kepler (1571-1630) fait ainsi l'hypothèse que la symétrie hexagonale des cristaux de neige est due à un arrangement hexagonal de particules d'eau sphériques. Au XVIIIe siècle, Haüy (1743-1822) établi que les faces des cristaux peuvent être repérées par un ensemble de trois nombres entiers appelés indice de Miller, ce qui l'amène à associer à chaque cristal un réseau de petits volumes de matière qu'il nommait « molécules intégrantes » et qui correspondent actuellement à la notion de maille élémentaire. Ces notions seront progressivement formalisées au cours du XIXe siècle. Entre autres, Bravais (1811-1863) et Schoenflies (1853-1928) montrent à l'aide de la théorie des groupes que les cristaux peuvent être catégorisés en 32 groupes ponctuels de symétrie et en 230 groupes d'espace.
Le XIXe siècle voit également l'apparition de nouveaux domaines scientifiques, tels que la mécanique des milieux continus, l'électromagnétisme ou la thermodynamique, qui attribuent des propriétés macroscopiques mesurables à la matière – module de Young, susceptibilité optique, conductivité électrique et thermique, etc. Bien que ces grandeurs macroscopiques permettent une description phénoménologique satisfaisante des solides, elles ne permettent pas de comprendre leur origine profonde.
Les progrès scientifiques réalisés au tournant du XIXe siècle permettent de soulever un coin du voile. Les rayons X découverts en 1895 vont ainsi permettre à Max von Laue (1879-1960) de réaliser la première expérience de diffraction des rayons X sur un cristal en 1912. Cette technique – complétée par la diffraction d'électrons et de neutrons – va être appliquée par la suite de manière systématique à la détermination de la structure cristalline et des distances interatomiques dans les solides. Parallèlement, en 1900 Drude (1863-1906) développe un modèle quasi-classique de la conduction des métaux en supposant ceux-ci remplis d'un gaz d'électrons libres auxquels il applique la physique statistique de Ludwig Boltzmann. Au cours du XXe siècle, découvertes, nouveaux outils et modèles se succèdent à un rythme accéléré : étude des propriétés des solides aux basses températures, introduction de la mécanique quantique, apparition du microscope électronique...

## Frontières du domaine et domaines connexes
La physique du solide est considérée comme une sous-branche de la physique de la matière condensée, laquelle étudie également les liquides et les matériaux intermédiaires tels que la matière molle, les mousses ou les gels.
La délimitation est d'autre part de plus en plus floue entre la physique du solide et la science des matériaux. À l'origine, la physique du solide était une branche de la physique fondamentale, et la science des matériaux une branche de la physique appliquée. Il y a longtemps que cette distinction est caduque, sous l'effet d'une double évolution. La première évolution est celle de la physique du solide vers l'étude de systèmes de plus en plus complexes, et donc de plus en plus proches des systèmes réels et utiles. L'autre évolution est celle de la science des matériaux, qui, avec l'apparition de moyens fins d'investigation (comme le microscope électronique, qui permet une observation à l'échelle atomique) ainsi que d'élaboration (par exemple l'épitaxie, qui permet une élaboration de semi-conducteurs couche d'atomes par couche d'atomes) est parfois devenue une ingénierie des matériaux à l'échelle atomique. Elle s'est donc intéressée de très près aux phénomènes à cette échelle, et a ainsi empiété largement sur le domaine de la physique fondamentale. Au total, la distinction entre ces deux disciplines relève maintenant plus d'une nuance d'approche que d'autre chose.
Les matériaux synthétisés ont vocation à être utilisés dans d'autres sciences, et à ce titre la physique du solide est fréquemment en contact avec d'autres disciplines comme l'optique, l'électronique, la mécanique...

## Petite typologie des solides
Il existe une grande diversité de solides différents dans la nature, et quels que soient les ensembles que l'on essaie de définir, on trouvera toujours un solide pouvant être classé dans deux ensembles différents. Ci-dessous, nous exposons différentes typologies établies selon les critères suivants : l'existence ou l'absence d'un ordre cristallin, la nature de la liaison entre les atomes ou encore la facilité avec laquelle les solides conduisent le courant électrique.

### Verres et cristaux
Un cristal représente une classe importante de solides dans lesquels les mêmes atomes se répètent périodiquement dans les trois dimensions de l'espace. Le cristal forme alors un réseau qui reste identique à lui-même lors de la translation par un vecteur
{\displaystyle {\overrightarrow {OM}}=m_{1}{\vec {a}}_{1}+m_{2}{\vec {a}}_{2}+m_{3}{\vec {a}}_{3},}
où {\displaystyle {\vec {a}}_{1}}, {\displaystyle {\vec {a}}_{2}} et {\displaystyle {\vec {a}}_{3}} sont des vecteurs délimitant la maille élémentaire du réseau et {\displaystyle m_{1}}, {\displaystyle m_{2}}, {\displaystyle m_{3}} sont des entiers relatifs quelconques. La fidélité avec laquelle le cristal se reproduit d'une maille à l'autre est impressionnante. La loi ci-dessus fonctionne encore sur des distances de l'ordre de plusieurs micromètres ; c'est-à-dire que si l'on prend deux atomes séparés par {\displaystyle m=10^{4}} mailles, leur distance sera la même à ~1Å près quels que soient les deux atomes de départ.
- cristal et ordre à toutes les portées, monocristal et cristallites
- matière amorphe et ordre à courte portée
- fonction de corrélation
- quasi-cristal

### Solides ioniques et solides covalents
Types de liaison
Les forces assurant la cohésion des solides sont toutes de nature fondamentalement électriques. Les diverses formes de celles-ci à l'échelle atomique se retrouvent dans les solides.
Le solide le plus dur, le diamant est maintenu par un ensemble de liaisons covalentes qui se renforcent mécaniquement réciproquement, exactement comme dans une molécule à squelette carboné. À l'autre extrémité, se trouvent les cristaux ioniques, par exemple le chlorure de sodium qui est un empilement de charges positives et négatives ordonné, mais sans liaison chimique : les électrons sont à demeure attachés à un noyau et il n'est pas question pour eux de participer directement à la cohésion entre atomes autrement que par l'intermédiaire des ions qu'ils forment. On parle de liaison ionique. Il existe un type de liaison intermédiaire, la liaison ionocovalente qui est une liaison covalente avec une probabilité plus forte de trouver l'électron dans le voisinage d'un type d'atomes que de l'autre. C'est ce type de liaison qu'on retrouve par exemple dans les cristaux du type blende. Dans le cas où la liaison entre les noyaux et les électrons périphériques est faible, l'électron peut passer indifféremment d'un atome à l'autre sur toute la longueur du cristal. On dit qu'il est délocalisé. Les modèles de telles liaisons sont les métaux, et les électrons délocalisés assurent alors la cohésion en créant un puits de potentiel piégeant les atomes sur tout le volume de l'échantillon. Une telle liaison est appelée liaison métallique. Reste enfin le cas des solides formés d'atomes ou de sous structures électroniquement stables, par exemple les cristaux de gaz rares. Aucun des mécanismes précédents ne peuvent s'appliquer à ceux-ci, mais il reste encore la possibilité d'une corrélation des orbitales électroniques entre deux atomes voisins : c'est la force de Van der Waals.

### Métaux et isolants
Classification des matériaux
L'une des plus anciennes classification des solides est fonction de leur résistivité électrique.
Bien avant de connaître l'origine atomique de cette singularisation, on a distingué les métaux, presque tous bon conducteurs d'électricité et de chaleur, situés dans la partie inférieure gauche de la table de Mendeleïev. La résistivité de ceux-ci croit avec la température. Les autres éléments sont des isolants électriques. Les matériaux situés sur la quatrième colonne varient du statut isolant pour le carbone diamant à métal pour le plomb. Les matériaux compris entre ces deux extrêmes sont les semi-conducteurs (silicium, germanium). Ces matériaux ont une résistivité qui décroît avec la température, par la promotion thermique d'électrons de valence au statut d'électrons de conduction. L'étain est un cas intéressant car il possède une transition de phase entre un état semi-conducteur basse température (étain gris) et un état métallique haute température (étain blanc) ; c'est la transition de Mott (en). Celle-ci s'accompagne d'un changement de la structure cristalline et est une cause de désagrégation des étains anciens de collection. Une autre façon de faire varier la conductivité électrique d'un semi-conducteur est le dopage, qui par le biais d'impuretés soigneusement choisies enrichit le matériau en électrons de conduction ou en lacunes d'électrons de valence.

## Méthodes de production
Les propriétés dépendent fondamentalement de la microstructure amorphe ou cristalline ainsi que de la composition chimique, avec une sensibilité allant parfois jusqu'au niveau de l'impureté (1 atome par million ou moins). Deux genres d'élaboration sont possibles :
- les méthodes les plus performantes — mais aussi les plus coûteuses — abordent les deux aspects en une seule étape. C'est le cas de l'épitaxie, de la pulvérisation cathodique ou de la cristallogenèse. De plus la nature même de ces méthodes limite la taille des échantillons produits ;
- d'autres méthodes — moins performantes mais économiquement très importantes — sont spécifiquement dévolues à chacun des deux aspects : par exemple l'élimination des impuretés par fusion de zone ou leur ajout contrôlé par dopage d'un côté pour les semi-conducteurs, des méthodes d'hypertrempe ou de recuit d'un autre côté pour maîtriser la microstructure cristalline des métaux.

## Propriétés mécaniques et structurales (arrangement des atomes dans les solides)

### Propriétés mécaniques macroscopiques
Les solides étant caractérisés par des formes définies, pérennes et stables, les premières investigations réussies portèrent sur la façon dont ils pouvaient revenir à leur état initial après l'application de contraintes extérieures. C'est le domaine des déformations élastiques, dont l'étude fut initiée par Robert Hooke (1635-1703). Cependant, cette capacité de retour à l'état antérieur sans dommage résiduel est restreinte à des déformations dues à des contraintes limitées. Au-delà de ce domaine s'étend le domaine des déformations irréversibles et de la rupture. Ainsi, le domaine des déformations plastiques, dans lequel les déformations sont assez importantes pour modifier suffisamment et de façon irréversible la structure interne du solide et empêcher un retour à l'état de départ. Comme autre déformation irréversible, le fluage est une déformation lente sous une contrainte modérée mais continue, avec une accumulation progressive de dommages sur la microstructure. Un autre effet des déformations irréversible peut être de changer les caractéristiques physiques des matériaux. Par exemple, un matériau présentant à l'origine une certaine plasticité peut devenir cassant et fragile après avoir été soumis à des cycles de déformation : c'est l'écrouissage.
Propriétés atomiques
alliage et effet de durcissement • piézoélectricité

### Défauts dans les cristaux
Les propriétés mécaniques macroscopiques des solides sont modélisées en supposant que les matériaux sont des corps continus, dont le comportement est caractérisé par des grandeurs phénoménologiques – c'est-à-dire mesurées expérimentalement. Si cette approche marche bien pour décrire les déformations élastiques réversibles, au cours de laquelle les atomes bougent peu autour de leur position d'équilibre, elle ne permet ni d'expliquer la valeur observée du module de Young, ni les comportements révélateurs de la structure microscopique du matériau : par exemple pourquoi un fil de fer écroui est plus fragile qu'un fil de fer à l'état recuit. La démarche propre à la physique du solide de partir du microscopique pour en dériver les propriétés macroscopiques explique l'écrouissage par une accumulation de défauts dans la structure cristalline.
Un cristal réel présente une grande quantité de défauts qui sont autant d'écarts par rapport au cristal parfait et qui en modifient profondément les propriétés. Ces défauts sont classés pour l'essentiel suivant des critères géométriques et topologiques. On distingue ainsi les défauts ponctuels tels que les lacunes, les défauts linéaires tels que les dislocations, les défauts plans tels que les joints de grains et les défauts tridimensionnels tels que les précipités. En particulier, l'écrouissage s'explique par la multiplication des dislocations suivant le mécanisme de Franck et Read : la déformation du réseau cristallin est possible lorsque les dislocations se déplacent, mais celles-ci se multiplient puis se bloquent mutuellement rendant ainsi le mouvement des dislocations de plus en plus difficile.

### Méthodes d'investigation

#### Cristallographie
Historiquement, les premières investigations sur la structure interne des solides ont été réalisées en clivant des cristaux et en remarquant que les faces faisaient toujours un angle particulier entre elles. Par une réflexion s'étalant sur plusieurs siècles, les cristallographes en ont déduit que les cristaux pouvaient être décrits comme la répétition infinie d'une unité élémentaire, la maille, selon les vecteurs d'un réseau géométrique, puis l'étude mathématique de ces réseaux par les méthodes de la théorie des groupes a abouti à la classification complète des cristaux à l'aide de leurs propriétés de symétrie. Plus qu'une simple méthode de catégorisation, l'étude du groupe ponctuel de symétrie et du groupe d'espace permet de prévoir directement certaines propriétés d'un cristal, ou du moins simplifie grandement les calculs de mécanique quantique nécessaires à leur explication. On peut citer à titre d'exemple le fait qu'aucun cristal centrosymétrique – c'est-à-dire identique à lui-même lorsque l'on applique une symétrie ponctuelle – ne possède de propriété optique non linéaire d'ordre deux.
Au réseau dans l'espace réel est associé un réseau dans l'espace réciproque, un espace mathématique abstrait qui sert à décrire certaines propriétés du cristal comme les propriétés de diffraction. La découverte des rayons X à la fin du XIXe siècle, puis leur utilisation en radiocristallographie prouva de façon définitive la nature atomique des solides tout en permettant de mesurer très précisément les paramètres de maille de nombreux cristaux.

#### Autres méthodes
L'invention en 1931 de la microscopie électronique en transmission fournit l'outil d'un essor considérable de la métallurgie physique dans l'après-guerre. En 1955 apparaît le premier microscope électronique à balayage qui permet une analyse de la surface des échantillons beaucoup plus fine que le microscope optique. Il faut noter au passage le microscope électronique en transmission à balayage développé dans les années 1970 qui combine un faisceau d'électrons explorant la profondeur de l'échantillon avec les outils électroniques de reconstitution d'image du microscope à balayage. La mise au point en 1981 du microscope à effet tunnel permet l'observation des surfaces à l'échelle atomique. Un développement important sur le modèle du microscope à effet tunnel est le microscope à force atomique. Notons enfin la diffraction de neutrons et le rayonnement synchrotron qui nécessitent pour leur mise en œuvre un réacteur nucléaire ou un accélérateur de particules dédiés.

## Propriétés électroniques et optiques
électrodynamique des milieux continus et propriétés électromagnétiques macroscopiques
constante diélectrique • coefficient d'absorption
propriétés électriques
diélectrique • ferroélectricité

### Interprétation microscopique
Dans le cas idéal, le Graal du physicien du solide est d'extraire toutes les propriétés macroscopiques (magnétiques, électriques, mécaniques...) des propriétés atomiques – c'est-à-dire essentiellement des fonctions d'onde électroniques. Ceci n'est malheureusement pas toujours possible à cause de la très grande complexité induite par le grand nombre d'atomes mis en jeu dans le moindre échantillon (le solide est un objet macroscopique, et à ce titre, possède un nombre d'atomes d'un ordre de grandeur comparable avec le nombre d'Avogadro).
Parmi les quelques cas où cette démarche peut être cependant fructueuse figure celui important méthodologiquement, historiquement et techniquement du cristal parfait infini.
L'existence d'une périodicité dans le potentiel vu par les électrons simplifie fortement le calcul des fonctions d'onde : le théorème de Bloch montre alors que la fonction d'onde a la même période spatiale que le réseau cristallin.
théorie des bandes et méthodes de calcul des états quantiques
En physique quantique des solides, une simplification capitale apparait dans la résolution de la fonction d'onde du solide : c'est la séparation du problème de la fonction d'onde des électrons assurant la cohésion du solide (électrons périphériques ou délocalisés) de celle du cœur des atomes (noyaux et électrons des couches internes restant liés à celui-ci), due à la très grande différence de dynamique entre ces deux composants (le noyau est plusieurs milliers de fois plus massique que l'électron) qui pourtant interagissent fortement (sinon la cohésion du solide ne serait pas assurée). Il en résulte paradoxalement une très faible variation du couplage entre ces deux modes de l'hamiltonien pour des variations mêmes relativement importantes de l'autre mode, tant que les effets moyens entre le cœur des atomes et les électrons de liaison restent pratiquement constants. C'est l'approximation de Born-Oppenheimer.
Approximation de Born-Oppenheimer • Théorie de la fonctionnelle de la densité • Approximation des liaisons fortes • Pseudo-potentiel • Onde de Bloch et fonction enveloppe dans les cristaux • méthode k.p
problème à N corps et quasi-particules
masse effective • résonance cyclotron • trou d'électron • exciton • phonon • autres quasi-particules (magnon, plasmon, polaron, polariton...)

### Transport du courant
propriétés spécifiques aux métaux
conductivité électrique • modèle de Drude • mobilité • plasmon • dégénérescence et niveau de Fermi • liquide de Fermi
dopage et jonctions

## Propriétés thermiques et thermodynamiques
- Conductivité thermique
- Chaleur spécifique

Loi de Dulong et Petit • Modèle d'Einstein • Modèle de Debye • phonons et quantification des vibrations élémentaires
- Solutions solides et transition de phase

Eutectique • Alliage • Mélange binaire
- Transport électrique et transport thermique
- Effet Peltier et effet Seebeck

## Magnétisme
- modèle CLOA adapté aux métaux de transition
magnétisme des métaux de transition • métaux nobles • métaux antiferromagnétiques • métaux ferromagnétiques
- propriétés magnétiques
ferromagnétisme • diamagnétisme • paramagnétisme • antiferromagnétisme • ferrimagnétisme
- Spintronique
- Modèle d'Ising
- Effet Hall quantique
- quantification des excitations magnétiques magnons

## Supraconductivité
La supraconductivité (ou supraconduction) est un phénomène caractérisé par l'absence de résistance électrique et l'expulsion du champ magnétique — l'effet Meissner — à l'intérieur de certains matériaux dits supraconducteurs.
La supraconductivité découverte historiquement en premier, et que l'on nomme communément supraconductivité conventionnelle, se manifeste à des températures très basses, proches du zéro absolu (−273,15 °C). La supraconductivité permet notamment de transporter de l'électricité sans perte d'énergie. Ses applications potentielles sont stratégiques.
Dans les supraconducteurs conventionnels, des interactions complexes se produisent entre les atomes et les électrons libres et conduisent à l'apparition de paires liées d'électrons, appelées paires de Cooper. L'explication de la supraconductivité est intimement liée aux caractéristiques quantiques de la matière. Alors que les électrons sont des fermions, les paires d'électrons se comportent comme des bosons, de spin égal à 0, et sont « condensées » dans un seul état quantique, sous la forme d'un superfluide de paires de Cooper.
Un effet similaire de la supraconductivité est la superfluidité ou suprafluidité, caractérisant un écoulement sans aucune résistance, c'est-à-dire qu'une petite perturbation que l'on soumet à ce type de liquide ne s'arrête jamais, de la même façon que les paires de Cooper se déplacent sans aucune résistance dans un supraconducteur.
Il existe également d'autres classes de matériaux, collectivement appelés « supraconducteurs non conventionnels » (par opposition à la dénomination de supraconductivité conventionnelle), dont les propriétés ne sont pas expliquées par la théorie conventionnelle. En particulier, la classe des cuprates (ou « supraconducteurs à haute température critique »), découverte en 1986, présente des propriétés supraconductrices à des températures bien plus élevées que les supraconducteurs conventionnels. Toutefois, ce que les physiciens nomment « haute température » reste extrêmement bas comparativement aux températures à la surface de la Terre (le maximum est 133 K, soit −140 °C)1.
Bien que ce sujet soit, depuis le début des années 1990, un des sujets les plus étudiés de la physique du solide, en 2010 aucune théorie ne décrit de façon satisfaisante le phénomène de la supraconductivité à haute température critique.

## Dispositifs basés sur des propriétés de physique du solide
- Semi-conducteur
- transistor bipolaire
- transistor à effet de champ
- Circuit intégré
- LED
- magnétorésistance géante
- SQUID
- capteur à effet Hall

## Lauréats du prix Nobel de physique
Les scientifiques suivants ont reçu le prix Nobel de physique à la suite de travaux en physique du solide :
- William Henry Bragg, William Lawrence Bragg (1915)
- Percy Williams Bridgman (1946)
- William Shockley, John Bardeen, Walter Brattain (1956)
- Lev Davidovich Landau (1962)
- Louis Néel (1970)
- John Bardeen, Leon Cooper, John Schrieffer (1972)
- Leo Esaki, Ivar Giaever, Brian Josephson (1973)
- Philip Warren Anderson, Neville Mott, John van Vleck (1977)
- Klaus von Klitzing (1985)
- Johannes Georg Bednorz, Karl Alexander Müller (1987)
- Pierre-Gilles de Gennes (1991)
- Bertram Brockhouse, Clifford Shull (1994)
- Walter Kohn (prix Nobel de chimie en 1998)
- Alexei Abrikosov, Vitaly Ginzburg, Anthony Leggett (2003)
- Albert Fert, Peter Grünberg (2007)